# Hawks & Doves
Hawks & Doves – album Neila Younga zestawiony z nagrań dokonanych w latach 1974–1977 oraz w 1980 i wydany przez firmę nagraniową Reprise w 29 października 1980 r.

## Historia i charakter albumu
Album, być może najkrótszy ze wszystkich płyt Neila Younga – składa się z dwóch wyraźnych części, które różnią się datami nagrania i stylem muzyki.
Pierwsza strona albumu została nagrana na kilku sesjach w latach 1974–1977. Strona druga (utwory od 5 do 9) została nagrana specjalnie z myślą o tej płycie na początku 1980 r.
Strona druga od strony muzycznej jest przykładem najbardziej zbliżonej muzyki Younga do typowej muzyki country; nawet w większym stopniu niż muzyka na American Stars ’n Bars. Teksty Younga są erupcją patriotyzmu, co symbolizuje już sama okładka płyty, ale patriotyzmu wyraźnie prawicowego. To nagłe opowiedzenie się po tej stronie społeczeństwa amerykańskiego zszokowało zarówno fanów i krytyków. Nikt bowiem nie przypuszczał, że autor takich pieśni protestu jak "Ohio" nagle zmieni stronę.

## Muzycy
- Neil Young – gitara, pianino, harmonijka, wokal
- Ben Keith – gitara Dobro, elektryczna gitara hawajska, chórki (5, 6, 7, 8, 9)
- Rufus Thibodeaux – skrzypki (ang. fiddle)
- Denis Delfield – gitara basowa
- Tim Drummond – gitara basowa (2)
- Greg Thomas – perkusja
- Levon Helm – perkusja (2)
- Hillary O’Brien – chórki

## Spis utworów
| 1. | Little Wing                | 2:10  |
|    |                            |       |
| 2. | The Old Homestead          | 7:38  |
|    |                            |       |
| 3. | Lost in Space              | 4:13  |
|    |                            |       |
| 4. | Captain Kennedy            | 2:50  |
|    |                            |       |
| 5. | Stayin' Power              | 2:17  |
|    |                            |       |
| 6. | Coastline                  | 2:24  |
|    |                            |       |
| 7. | Union Man                  | 2:08  |
|    |                            |       |
| 8. | Comin' Apart at Every Nail | 2:33  |
|    |                            |       |
| 9. | Hawks & Doves              | 3:27  |
|    |                            |       |
|    |                            | 29:40 |
|    |                            |       |

## Opis płyty
- Producent – Neil Young, David Briggs, Tim Mulligan
- Studio – The Village Recorder, Los Angeles (1); Quadrafonic Sound Studio, Nashville (2); Broken Arrow Studio, Redwood City, Kalifornia (2); Triad Recording Studios, Fort Lauderdale (3); Indigo Ranch Studios, Malibu (4); Gold Star Recording Studios, Hollywood (5, 6, 7, 8, 9)
- Inżynier dźwięku – Elliot Mazer (1, 2); Michael Laskow i Paul Kaminsky (3); Richard Kaplan (4); Jerry Napier (5, 6, 7, 8, 9)
- mastering – Stew Romaine
- Studio – Sterling Sound, Nowy Jork
- Data nagrania – 1974–1977, początek 1980
- Kierownictwo – Elliot Roberts
- Cyfrowy remastering – Tim Mulligan
- Studio – Redwood Digital, Woodside, Kalifornia
- Przeniesienie z zapisu analogowego na cyfrowy – John Newland
- Asystent – "Pflash" Pflaummer
- Studio – Pacific Microsonics, Berkeley, Kalifornia
- Długość – 28 min. 20 sek.
- Firma nagraniowa – Reprise
- Numer katalogowy – 2297-2

## Listy przebojów

### Album
| Rok  | Lista                    | Pozycja |
| ---- | ------------------------ | ------- |
| 1980 | Billboard. Albumy popowe | 30      |